# نعمة (اسم)
اسم علم مؤنث عربي، ويعني كل معطيات الله للإنسان، في الصحة، والرزق،
وهو اسم علم شخصي مؤنث، وله انتشار في العالم العربي،